# Эрнандес, Энтони (коста-риканский футболист)
Энтони Вильям Эрнандес Гонсалес (исп. Anthony William Hernández González; род. 11 октября 2001, Пунтаренас) — коста-риканский футболист, нападающий клуба «Пунтаренас» и сборной Коста-Рики.

## Клубная карьера
Эрнандес — воспитанник клуба «Пунтаренас». 21 июля 2022 года в матче против «Сан-Карлоса» он дебютировал в чемпионате Коста-Рики. 12 августа в поединке против «Мунисипаль Гресия» Энтони забил свой первый гол за «Пунтаренас». 

## Международная карьера
В 2022 году в товарищеском матче против сборной Южной Кореи Эрнандес дебютировал за сборную Коста-Рики. 27 сентября в поединке против сборной Узбекистана Энтони забил свой первый гол за национальную команду.

### Голы за сборную Коста-Рики
| # | Дата             | Место                                       | Противник  | Счёт | Результат | Соревнование      |
| - | ---------------- | ------------------------------------------- | ---------- | ---- | --------- | ----------------- |
| 1 | 27 сентября 2022 | Сувон уорлд кап стадиум, Сувон, Южная Корея | Узбекистан | 1:1  | 1:2       | Товарищеский матч |